# تاكو آشيبي
تاكو آشيبي (باليابانية: 芦辺拓)‏ (21 مايو 1958 في أوساكا - )؛ روائي من اليابان.